# Kent Mitchell
Henry Kent Mitchell II, född 29 mars 1939 i Albany, är en amerikansk före detta roddare.
Mitchell blev olympisk guldmedaljör i tvåa med styrman vid sommarspelen 1964 i Tokyo.